# Matta zuiuda
Espèce
Matta zuiuda est une espèce d'araignées aranéomorphes de la famille des Tetrablemmidae. Le nom "zuiuda" signifie "celle avec des grands yeux" et vient du portugais parlé de manière informelle dans l'état ien de Minas Gerais.

## Distribution
Cette espèce est endémique du Minas Gerais au Brésil. Elle se rencontre dans des grottes à Pains, Arcos et Piumhi.

## Description
Le mâle holotype mesure 1,34 mm et la femelle paratype 1,38 mm.

## Publication originale
- Brescovit & Cizauskas, 2019 : Seven new species of the spider genus Matta Crosby from caves in the State of Minas Gerais, Brazil (Araneae, Tetrablemmidae). Zootaxa, no 4559(3), p. 401-444.